# Тур'ян Пінхус Григорович
Тур'я́н Пі́нхус Григо́рович (20 квітня 1896, Лебедин — 30 серпня 1976) — радянський офіцер, Герой Радянського Союзу, під час німецько-радянської війни парторг 269-го окремого саперного батальйону 12-ї армії Південно-Західного фронту, капітан.

## Біографія
Народився 20 квітня 1896 року в селі Лебедині (тепер Шполянського району Черкаської області) в родині робітника. Єврей. Член ВКП(б) з 1918 року. Закінчив сім класів неповної середньої школи. З 15 років працював на цукровому заводі. Брав участь в Громадянській війні. Воював з білогвардійцями та поляками. Був на адміністративно-господарській роботі в Київській області.
У 1941 році призваний до лав Червоної Армії. У боях німецько-радянської війни з липня 1941 року. Воював на Південно-Західному фронті.
26—28 вересня 1943 року капітан П. Г. Тур'ян при форсуванні Дніпра в районі села Петро-Свистунове Вільнянського району Запорізької області керував переправою частин на поромах. Був поранений, але не залишив переправу. Брав участь у боях за плацдарм, у відбитті контратак противника.
Указом Президії Верховної Ради СРСР від 19 березня 1944 року за мужність і героїзм, проявлені при форсуванні Дніпра і утриманні плацдарму на його правому березі капітану Пінхусу Григоровичу Тур'яну присвоєно звання Героя Радянського Союзу з врученням ордена Леніна і медалі «Золота Зірка» (№ 1944).

Могила Пінхуса Тур'яна

З 1945 року П. Г. Тур'ян — в запасі. Працював у будівельному управлінні. Жив у Києві. Помер 30 серпня 1976 року. Похований у Києві на Міському кладовищі «Берківцях» (ділянка № 77).

## Нагороди
Нагороджений орденом Леніна, орденом Червоної Зірки, медалями.